# سفالوتین
سفالوتین (به انگلیسی: Cefalotin) دارویی است که از موارد استعمال آن عفونت‌های شدید دستگاه تنفسی، ادراری، تناسلی، پوست و انساج نرم، استخوان‌ها و مفاصل، قلب و عروق و در مواردی نظیر پریتونیتها، سپتی سمی و سقط‌های عفونی می‌باشد.

## ملاحظات
در بیماران حساس به پنی‌سیلین باید با احتیاط مصرف شود. در مواردی که بیش از ۶ گرم در روز بمدت بیش از ۳ روز از طریق پرفوزیون مصرف شود ممکن است سبب آسیب وریدی و ترومبوفلبیت گردد. در صورت حساسیت به دارو مصرف آن ممنوع است.

## عوارض جانبی
در صورت بروز واکنش آلرژیک مصرف دارو باید قطع گردد.